# 高畠藍泉
高畠 藍泉（たかばたけ らんせん、天保9年5月12日（1838年7月3日） - 明治18年（1885年）11月18日）は、ジャーナリスト、小説家で、江戸戯作者世代と新時代の間の明治10年代に大家として重きを成し、三世柳亭種彦を名乗った。「明治最初の文壇小説家」とも言われる。幼名瓶三郎、家督相続後は求徳、のちに政（ただす）。別号として、藍泉、一葉舎、甘々坊、甘阿、凹得、紫翠山房など。戯号に転思堂、転々堂、転々堂藍泉、愛雀軒、足薪翁。晩年には聴香楼主人がある。
画、茶、俳諧、演劇に詳しく、柳亭種彦に私淑して、それに倣った文体で活躍した。明治維新後、社友あるいは記者として、また「柳亭派の頭目」たる戯作者として、「平仮名絵入」「読売」「芳譚雑誌」（1878年7月-1884年10月、あわせて400号）「絵入朝野」「東京絵入」「歌舞伎新報」などで活動し、明治10年代の代表的作家とみなされるまでになった。明治10年（1877年）には日本初の夕刊紙「東京毎夕」を創刊している。出世作は明治12年（1879年）刊の「巷説児手柏（こうせつこのてがしわ）」。「蝶鳥筑波裾模様（ちょうとりつくばのすそもよう）」のようにいささか古風な仇討ちものも執筆している。

## 経歴
天保9年（1838年）江戸幕府御本丸奥勤のお茶坊主衆の家に、高畠求伴の次男、三男一女の3番目として浅草に生まれる。5-6歳ごろから和漢の小説や画に親しみ、その後種彦に私淑する。また松前藩士の画家高橋波藍について画を学び、この時の画号を藍泉とした。文久3年、父の死去とともに家督を継ぐが「務め嫌ひ」（新聞記者奇行伝）のため、弟に家督を譲り「画工」となる。
明治5年2月21日（1872年3月29日）、「東京日日新聞」が創刊され、藍泉は画工をやめその記者となる。また転々堂の号で草双紙をいくつか出版。明治8年（1875年）5月18日、処女作「怪化百物語」を出版し、また「平仮名絵入新聞」が創刊されその編集長となるが、社主との意見の相違から12月に退社し、直後に読売新聞（日就社）に入社。このとき藍泉は、同社で校正係をしていた22歳の饗庭篁村を見出し編集記者に引き立てている。明治10年（1877年）には日就社を退社して、11月12日、日本初の夕刊紙「東京毎夕新聞」（日昌社）を創刊したが、経営が不振で数ヶ月で手放す。その後、読売新聞、東京曙新聞あらため東洋新報など様々な新聞に関わり、大阪の大東日報を1年ほど務めて明治16年（1883年）に東京に戻って浅草に居し、以降は特にどこにも入社することなく、当時の文壇の代表的作家として様々な新聞や雑誌に寄稿した。明治18年（1885年）、病が重くなり床に伏したまま執筆を続けるが、11月18日に死去。戯墨院柳誉藍泉居士。浅草松葉町正定寺に眠る。

### 柳亭種彦
藍泉は初代柳亭種彦の弟子であった。初代没後、笠亭仙果が二世を名乗ったものの初代の門人等に認められず、明治15年（1882年）藍泉が二世として襲名するが、世間的には三世と捉えられ、本人もやむなく三世種彦と呼ばれるに甘んじるようになった。
門人に倉田藍江、柳条亭華彦（三品長三郎）、柳葉亭繁彦（中村邦彦）、柳塢亭寅彦（右田寅彦）、柳崖亭友彦（片山友三郎）、此花新二、二世柳下亭種員（有山新兵衛）等がおり、当時の新聞小説家を仮名垣魯文の仮名垣派と柳亭派の二派に擬されることもあった。古い風俗に詳しく、自ら元禄居士とも称した。

### 年譜
- 天保9年（1838年）江戸に生まれる
- 明治5年（1872年）、東京日日入社（明治9年（1876年）に退社して読売新聞に移る）
- 明治10年（1877年）、読売新聞を辞して、11月12日「東京毎夕新聞」を創刊
- 明治11年（1878年）4月に大阪新聞に短期間ながら入社。7月には東京曙新聞に入社。
- 明治13年（1880年） 読売新聞に再入社。
- 明治15年（1882年） 二世（三世）柳亭種彦を襲名。読売新聞を退社。
- 明治18年（1885年）11月 死去。享年48。

## 代表作
- 「怪化百物語」 東京 井上定保、1875年（明治8年）
- 「巷説児手柏（こうせつこのてがしわ）」 東京 共隆社、1879年（明治12年）
- 「蝶鳥筑波裾模様（ちょうとりつくばのすそもよう）」 東京 愛善社、1884年（明治17年）

## 註
1. ↑  高畠藍泉 とは - コトバンク
2. ↑  柳田泉「高畠藍泉伝」
3. ↑  畑實・中村友編「饗庭篁村年譜」（稲垣達郎編「根岸派文學集」『明治文學全集』第26巻、筑摩書房、1981年4月）。
4. ↑  鈴木行三「高畠藍泉の事―（二代目兼三代目柳亭種彦）」、「愛書趣味」十五、昭和三年三月。高木引用より。